# Daemonorops pannosa
Daemonorops pannosa är en enhjärtbladig växtart som beskrevs av Odoardo Beccari. Daemonorops pannosa ingår i släktet Daemonorops och familjen Arecaceae. Inga underarter finns listade i Catalogue of Life.